# うみねこのなく頃に散 episode6 - Dawn of the golden witch
『うみねこのなく頃に散 episode6 - Dawn of the golden witch』（黄金の魔女の夜明け）は、同人サークルである07th Expansionが製作している同人ゲーム『うみねこのなく頃に』の、シリーズ第6作である。『うみねこのなく頃に散』としては2作目。2009年12月31日のコミックマーケット77において販売された。タイトルは『うみねこのなく頃に散』と、「な」を赤文字で表記する。

## 概要
本話では、主人公である戦人が敵役である「魔女側」につくという衝撃的な展開が語られる。物語が「魔女側」の視点で語られるため、今までに見えなかった物語の裏側の事情が多く語られるのが特徴。これにより、魔女側の動機や魔女が守るべき“ゲーム盤”のルールなど、様々な謎へのヒントが提供される。
また、この物語の「外側」の視点が再び描かれ、物語の“作者”や“読者”の存在が表出する。これにより『うみねこ』のメタフィクションとしての構造が一部明らかになる。

## ストーリー
1998年。右代宮縁寿は六軒島へ向かう旅の途中「ありえない記憶」を思い出していた。それは、メッセージボトル偽書作家「八城十八」との面会の記憶。ウィッチハンターの一人である八城は六軒島事件の真相に至ったと豪語し、それゆえに「偽書」によって新しい物語を紡ぐことが許された「新しい無限の魔女」だと自称する。縁寿は、八城の新作偽書である『Dawn of the golden witch』を読まされることになる……。
1986年六軒島。前回のエピソード『うみねこのなく頃に散 episode5 - End of the golden witch』で戦人は、ついにベアトのゲームに勝利した。そして戦人は全ての真相を理解できたことを証明する為に、新たなゲームマスターとして物語を紡ぐことになる。物語を矛盾なく最後まで完遂させることができれば戦人とベアトの長かったゲームは終焉を迎える。
戦人の最後のゲームの対戦相手になるニンゲン側プレイヤーは前話に引き続き古戸ヱリカ。戦人は正々堂々としかし本気でヱリカと勝負することを誓う。ヱリカが勝とうが戦人が勝とうが、戦人がゲームを最後まで運用できた時点で戦人は目的を達成できるのだから、対戦相手を憎悪する必要はない…。
しかし、当のヱリカの方は違った。戦人を本当の意味で負かす為に、彼女は物語を破綻させることを狙って動き出す。ヱリカは戦人の“ゲーム盤”のルールから逸脱しない範囲内で様々な手練手管を用い、戦人が「矛盾する物語」を演出してしまうように仕向ける。
そしてついに、戦人は重大なロジックエラーを起こしてしまい、物語は破綻を起こす。

## 事件と謎
本作の殺人事件は人間には到底行えないであろう殺人が多々ある。それを魔女の仕業なのか人間の仕業なのかを見極めるのが、本作の大きな分岐点となる。
また、死体の一部は碑文に見立てられて殺されており、殺人が行われた場所には魔法陣や魔女からの手紙が残されている。これらの小道具の存在が「魔女ベアトリーチェが魔法によって殺人を犯した」という印象を登場人物たちに与えている。
本話では全ての物語が語られる前にゲームに決着がついてしまうため、それまでのエピソードと違って殺人が行われる数が少ない。
（被害者の欄の横に書かれたカッコ内は見立ての内容を示す）

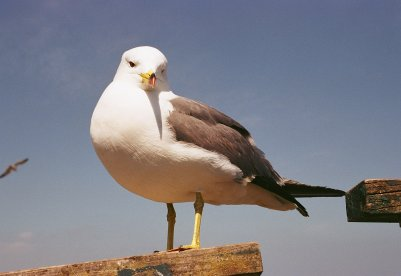
ウミネコ

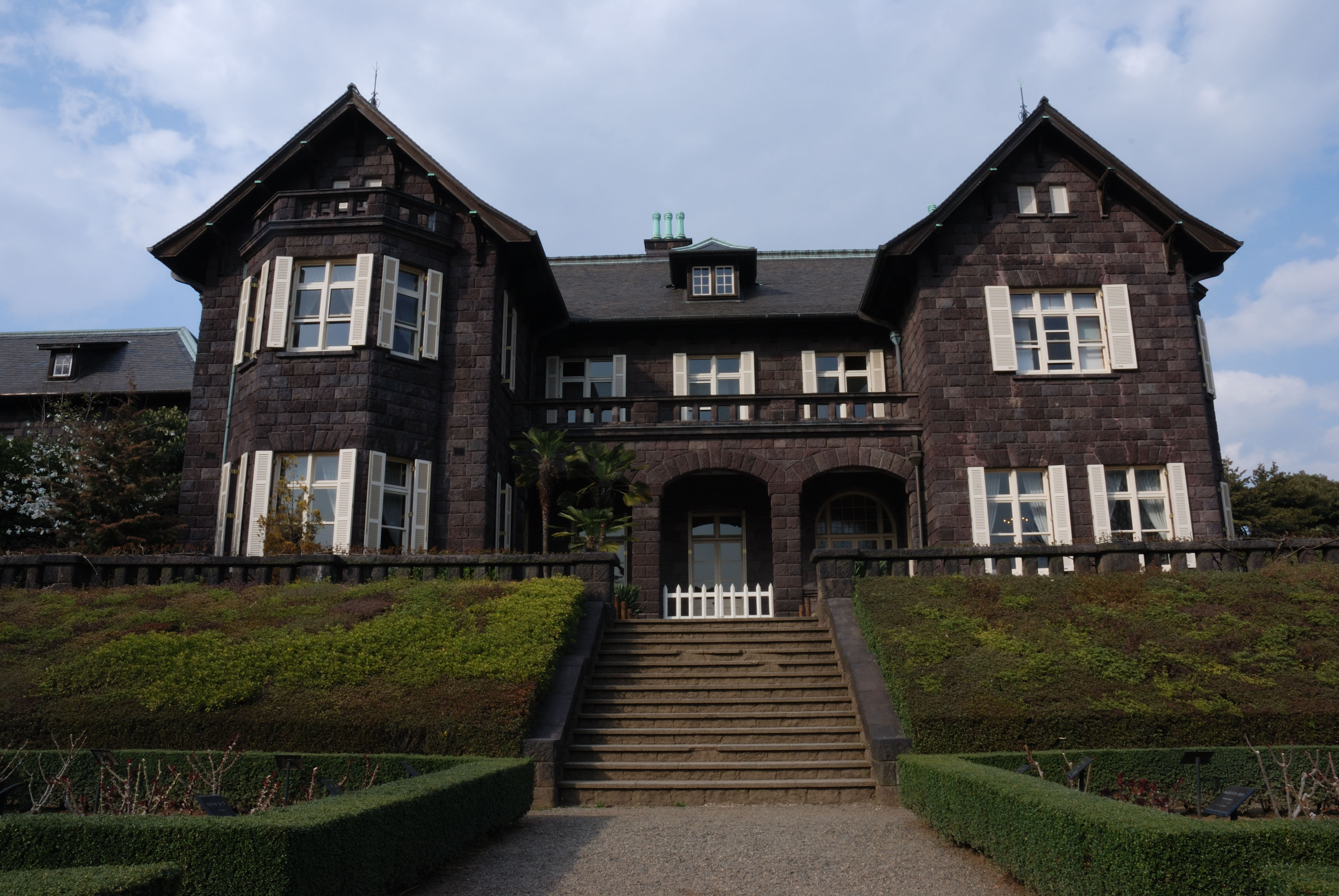
旧古河庭園 洋館

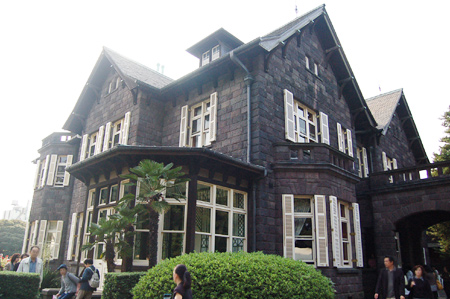
旧古河庭園 洋館

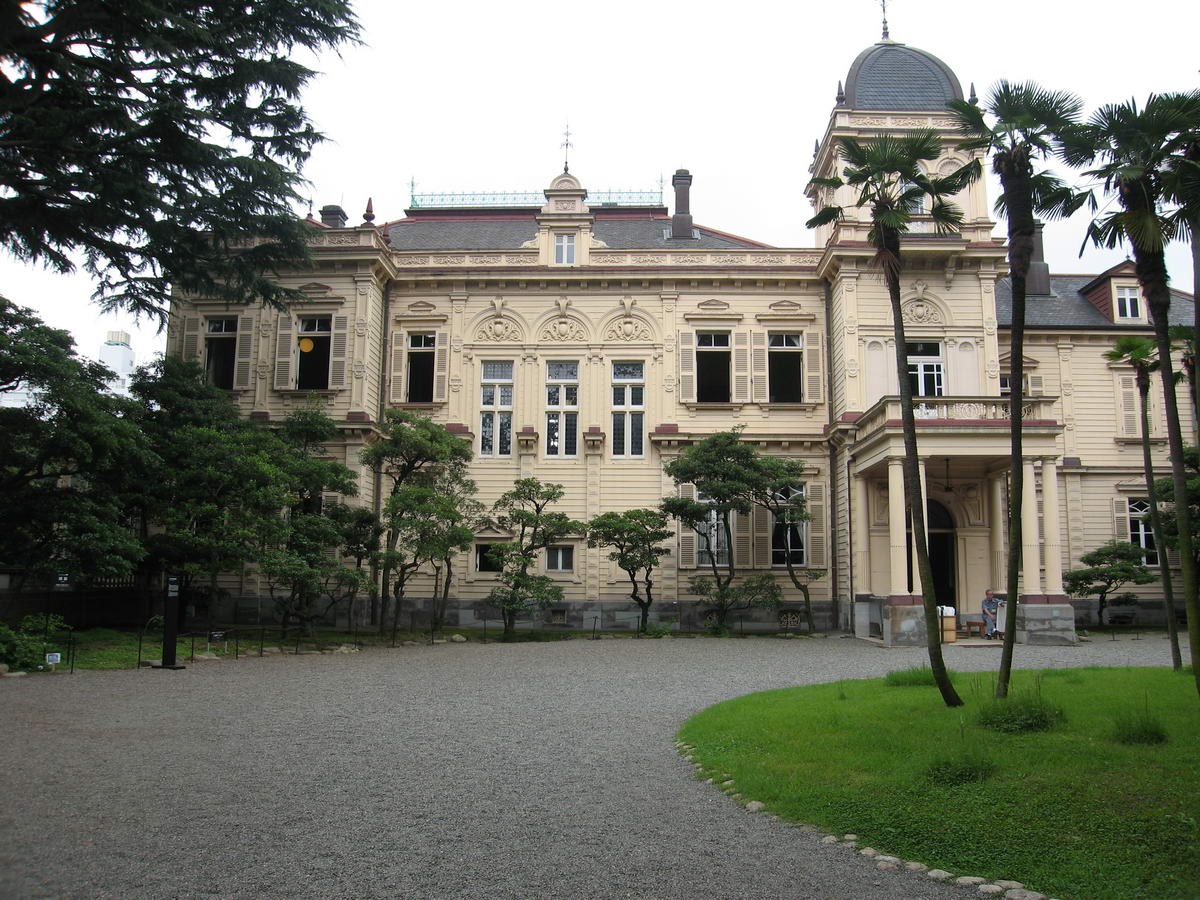
旧岩崎庭園 洋館

第1の事件 「恋の試練の密室殺人」
被害者 … 夏妃、絵羽、霧江、楼座、真里亞、戦人（第一の晩・六人の生贄）
屋敷本館にて6人の死体が密室状態で発見された。死体のあった場所は、夏妃は自室、絵羽は貴賓室、霧江は蔵臼の書斎、楼座と真里亞は客間、戦人は客室である。第一発見者は郷田。生き残りの者たちは全員ゲストハウスに篭城することになる。
幻想シーンでは、これらの殺人は紗音&譲治、嘉音&朱志香、戦人&ベアトリーチェの3グループが一人ずつ殺したとされている。動機は「グループのうち1つしか恋愛が成就されない」というルールが悪魔によって告げられ、どのペアが勝利するかを殺人ゲームで決めることになったから、とされている。
第2の事件 「死体消失」
今回のゲームでは、ヱリカは前回と違って「探偵」としての能力を使わないと宣言していた。これは「探偵でもないただの登場人物の一人」として謎を解き、戦人に勝利してこそ真の勝利を得られるという彼女なりのプライドだったが、戦人はそれをフェアな勝負ではないと指摘し、彼女に前話と同じく、ガムテープによる封印の能力を限定的に授ける。これでガムテープによる封印が行われた部屋から誰か脱出した場合、赤き真実でそれが確定することになる。
事件発生後、ヱリカは生存者をゲストハウスに集め、生存者たちを2つの部屋（「いとこ部屋」と「隣部屋」と表記）に分ける。その配置は、「隣部屋」に所在するのは、秀吉、譲治、紗音、熊沢、南條で、「それ以外の全員」がいとこ部屋に配置された。いとこ部屋にいるヱリカは他のメンバーを口車で説得し、部屋から抜け出してガムテープの封印を2つの部屋に行う。その後、ヱリカはゲストハウスを出て散歩してるところで魔女からの手紙を発見し、それにしたがって本館に行ったところで死体の検分を行うことになる。
ヱリカが戦人の死体を発見したのは、普段使われていない客室だった。客室は扉がチェーンロックで閉められた密室状態であった。犯人が隠れていないか部屋を探索。一通りの探索を終えたが、戦人の死体は発見されなかった。しかし、ヱリカは部屋に入った時点でチェーンロックをガムテープで簡易的に修復していた。そして、戦人消失後の現在でもチェーンロックのガムテープは破られていない。
第3の事件 「ロジックエラー」
死体消失の謎を、「戦人は実は死んだふりをしており、ヱリカがシャワールームで目をくらましている隙に、入り口脇のクローゼットに隠れた。つまり戦人は脱出をしていない。『ヱリカはシャワールームに入る前にクローゼットをすでに探しており、そのときに誰もいなかったので、ヱリカが二回もクローゼットを探すことはないだろう』と戦人は考えた。つまりこれは心理の間隙をついたトリック」とヱリカは推理。それを戦人に提示するが戦人はそれを赤で否定する。ヱリカはそれを「この解答以外にありえない。この解答を通さないとこの物語は破綻する」と警告するが、戦人は別の解答を用意していたためその警告を無視。その解答とは「実はヱリカを驚かすために全員が死んだふりをしており、シャワールームでヱリカが目をくらましているすきに死んだふりしていた他の5人のうちの一人が部屋に入って戦人を救出し、チェーンロックをかけ、救出者の方がクローゼットに隠れている」というものであった。一見、隙がない解答だが、直後にドラノールの赤字によって否定されてしまう。
実はヱリカは、戦人以外の死体発見時に、全員の死体の「頭部を切断して殺しなおす」ことで、第一の晩の犠牲者の死亡宣言を可能としたのである。
この結果、戦人を救出しに客室を訪れることができる者がいなくなり、ロジックエラーが発生。ゲームマスターの戦人は自らが作った客室の密室に永遠に閉じ込められることになった。
第4の事件 「姉弟対決」
被害者 … 嘉音（第二の晩・寄り添う二人？）
幻想シーンの恋の試練において、ロジックエラーによる戦人のリタイヤで、勝負は紗音&譲治、嘉音&朱志香の二人の対決になる。勝負の方法は紗音と嘉音の二人で決闘をすること。それぞれ弾丸が一発だけこもった決闘用の銃を渡され、勝負の結果、紗音が勝利する。
それと同時に、物語世界の「いとこ部屋」では朱志香、郷田、源次の目の前で嘉音が「消失」するという謎めいた現象が描写される。嘉音はゲーム終了後のエンドロールで「第二の晩に死亡」と表記された。
第5の事件 「戦人救出」
ロジックエラーの発生により密室に閉じ込められたゲームマスター戦人。この密室を破るには、ロジックエラーのない密室トリックを編み出さなくてはならない。トリックが思いつかない八方塞りの戦人に代わり、ベアトリーチェは上述の姉弟対決のトリックをヒントに新たな密室トリックを構築。ヱリカと最後の対決に向かう。最後に勝利するのは、“密室の女王”ベアトリーチェのトリックか、“名探偵”古戸ヱリカの推理か。

## TIPS
ベアトリーチェ
本話で登場するベアトリーチェは、今までのベアトリーチェとは異なり、戦人が新しく生み出した「雛」である。その性格は従順かつ奥手で、魔法も使えない。今までのベアトリーチェとは大きく異なる。今までのベアトリーチェは前話で消滅し、二度とよみがえることはない。
ベアトリーチェの姉
本話では、雛としてのベアトリーチェとは別に、もう一人のベアトリーチェが登場する。このベアトリーチェは性格は今までのベアトリーチェと酷似しており、今までの話に何度も語られてきた「六軒島の夜を支配する魔女」と同一の存在ではあるが、戦人との因縁を持たず、戦人との推理ゲームというものにも興味を持っていない。彼女は雛としてのベアトリーチェを自分の片割れだと認識しており、自らをベアトリーチェの「姉」として振舞う。二人のベアトリーチェが1つになったとき、今までのゲームマスターだったベアトリーチェに匹敵する能力を手に入れるというが…
ロジックエラー
今話で初めて判明したゲームマスターが侵してはいけない禁忌。物語の表裏があわなくなること。この物語におけるゲームマスターの目的は事件を魔法で修飾することだが、「人間の仕業として仮説を立てることが不可能」な状況を作り出してはならないというルールがある。今までの全てのエピソードでは、どんなに理不尽な謎でもこれが守られていた。
偽書
1986年より後の時代に六軒島事件の魔女伝説を世に広めるきっかけになった「メッセージボトル」。これを真似て書かれた二次創作が「偽書」と呼ばれるものである。インターネット上によく確認される。
ネット上の都市伝説では、偽書の中には事件の「真相」に気づいた者により作られた作品もあると言われている。そのような偽書は本物と同じルールによる作られており、ネットの海に流された「新しいメッセージボトル」であるとされている。

## 漫画
スクウェア・エニックス刊『月刊Gファンタジー』で2010年12月号から2012年12月号まで連載。
作画：桃山ひなせ
1. ISBN 978-4-75-753342-4 2011年8月22日 初版発行
2. ISBN 978-4-75-753453-7 2011年12月22日 初版発行
3. ISBN 978-4-75-753557-2 2012年4月21日 初版発行
4. ISBN 978-4-75-753701-9 2012年8月22日 初版発行
5. ISBN 978-4-75-753827-6 2012年12月22日 初版発行
6. ISBN 978-4-75-753828-3 2012年12月22日 初版発行

## 小説
著：竜騎士07 イラスト：ともひ 考証協力：KEIYA 講談社BOX
- うみねこのなく頃に散 Episode6 上 ISBN 978-4-06-283840-5 2014年3月4日 初版発行
- うみねこのなく頃に散 Episode6 下 ISBN 978-4-06-283844-3 2014年6月3日 初版発行